# Középkori templomok útja

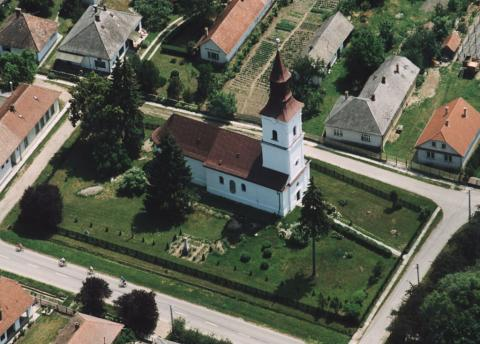
A nagyari református templom

A Középkori templomok útja turisztikai látványosságokat érintő tematikus útvonal, melynek menedzsmentjét a Szabolcs-Szatmár-Bereg megyei Területfejlesztési és Környezetgazdálkodási Ügynökség Nonprofit Kft. látja el. A turisztikai szervezet az Európai Bizottság EDEN programja keretében 2017-ben kiírt pályázatán első díjban részesült, és támogatást nyert a „Tündérmező öröksége – Középkori templomok útja a Felső-Tisza-vidéken” című projektre.

## Története
A Középkori templomok útja tematikus útvonalat 2009-ben azért hozták létre, hogy a Felső-Tisza-vidék középkori egyházi műemléki örökségét a turizmus számára feltárja. Ennek érdekében több tudományos igényű monográfia is készült: Középkori egyházi építészet Szatmárban (2011), Középkori templomok a Tiszától a Kárpátokig (2013), Vallás és művészet a Felső-Tisza-vidéken (2014). 
A Középkori templomok útja nem csak a régió középkori templomait fűzi fel egy tematikus útra, hanem örökségtúráival a Felső-Tisza-vidék leglátványosabb természeti és kulturális örökségét mutatja be. 
Az útvonal 2017-ben elnyerte Magyarország legígéretesebb kulturális úticélja címet az Európai Bizottság által kiírt ,,European Destinations of Excellence” (EDEN), azaz „Kiváló Európai Desztinációk” pályázaton.

## Látnivalói

### A templomok keletkezése és fennmaradása

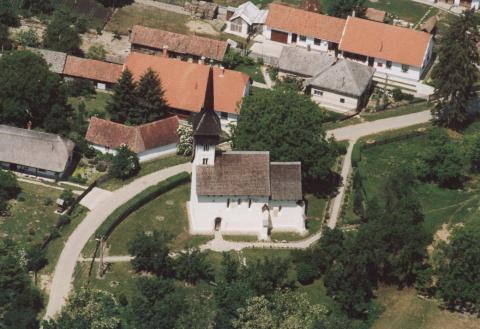
A csarodai református templom

Felső-Tisza-vidék középkori egyházi műemlékekben igen gazdag régió. E templomok többsége református gyülekezetek használatában áll,[forrás?] ahol a középkor és a reformáció korának öröksége egyszerre látható. A Felső-Tisza-vidék műemléki gazdagsága több tényező együttállásának köszönhető. A folyószabályozások előtti időkben a Felső-Tisza-vidék egy lápos, ár- és belvizekkel sújtott terület volt. A török illetve a kora újkori tatár betörések kevésbé érintették ezt a folyók ölelésében élő vidéket. Másrészt ezen a vidéken viszonylag korán, már a 16. század első felében teret hódított a reformáció. Emellett ez az aprófalvas vidék nem is igényelte a nagy befogadóképességű templomokat, a gyülekezetek igényeit a középkori méretű épületek is ki tudták szolgálni. Később, a 17. században kibontakozó ellenreformáció és vele együtt a barokk kevésbé tudott teret hódítani a Felső-Tisza-vidéken. Mindezek eredményeként konzerválódhattak a középkori architektúrák és fennmaradhatott a középkori templomok láncolata, amely országosan egyedülálló.

### Középkori épített emlékek, freskók

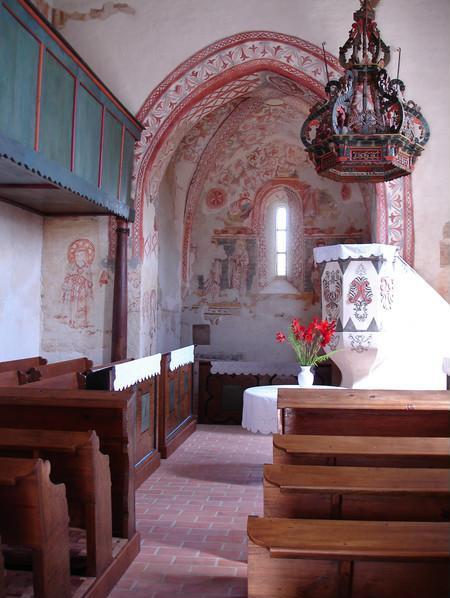
A nagylónyai református templom freskói

A református templomok nem mindig voltak dísztelenek. A 16.–17. században a református közösségek a maguk eszközeivel, módszereivel díszítették templomaikat. Bár az alakos ábrázolásokat valóban száműzték Isten házából, a reformációra jellemző falfestéseket alkalmaztak. A falfestések alkalmazását is kerülő puritán irányzatok csak később terjedtek el. Ezekben a református templomokban még a katolikus időszakra emlékeztetnek a gótikus, gazdagon faragott pasztofóriumok és a szentély papi ütőfülkéi.  
Leginkább a reneszánsz művészetet átható ornamentális motívumok terjedtek el, amelyeknek egészen látványos formái jelennek meg ebben a régióban, például Csarodán, Lónyán, Márokpapiban, Vámosatyán, Ófehértón, Piricsén, Túrricsén vagy Sonkádon. Az ornamentális motívumok mellett gyakoriak voltak a latin vagy magyar nyelvű szövegek és a festett frízek. Érdemes még egy érdekességet kiemelni. A templomok a középkorban és kora újkorban nem csak belül, hanem kívül is festettek voltak. Ennek legszebb példáit Márokpapin, Csarodán, Vámosatyán és Sonkádon láthatjuk. 
A reformáció száműzni akarta az alakos ábrázolásokat a templomokból, ezért a legtöbb esetben lemeszelték a középkori freskókat. Bár ezzel meg akarták semmisíteni a falképeket, ennek a momentumnak köszönhető, hogy hihetetlen gazdagságban maradhattak fent a vastag vakolatrétegek alatt az utókornak. A legkorábbi ismert falképek egy virágzó műhely alkotásai a 14. század első évtizedeiből, amelyek munkái Lónyán, Csarodán, Laskodon, valamint a Kárpátalja területén található Palágykomorócon és Gerényben is láthatóak. Nevezetesek Csaroda mosolygó szentjei, azonban kevéssé ismert, hogy egy igen korai Szent László-legenda ábrázolása Laskodon található. Egy másik műhely valószínűsíthetően a közeli Ugocsa megyében dolgozott, és a szomszédos vármegyékben is vállalt megbízásokat. Egyértelmű párhuzamok mutathatók ki a kárpátaljai Visk, Feketeardó, Huszt, illetve a hazai Baktalórántháza falképei között. A baktalórántházi római katolikus templom őrzi a legszebb falképeit a vidéknek, amelyeket igen magas színvonalon sikerült 2010 és 2012 között restaurálni. 

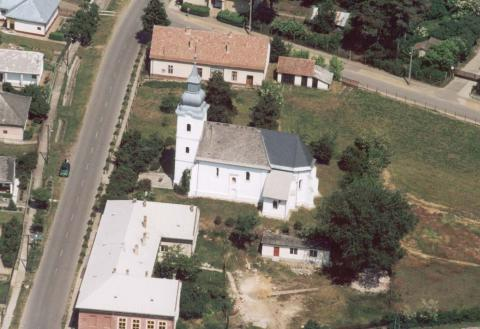
Az ófehértói református templom

A középkori freskók egy csoportját a Báthory család köti össze. Tarpán és Ófehértón országosan kiemelkedő jelentőségű Szent György-ábrázolások láthatóak. A Zsigmond korból maradt fent a legtöbb emlék, amely jól érzékelteti az ország felvirágzását. Kiemelkedő továbbá a 15. század végéről, a késő gótika korából a Passió ciklus, a nagyari református templomból. 
A freskók mellett említést érdemelnek a festett, kazettás mennyezetek. Jellemző volt, hogy a törökök kiűzése után a templomok újjáépítésekor a beomlott boltozatokat általában nem építették vissza, helyettük egyszerűbb famennyezeteket készítettek, amelyeket viszont festéssel díszítettek. Elsősorban a református templomokat jellemzik ezek az igen látványos, sokszor tanítói céllal készített festett mennyezetek, amelyek közül ebben a régióban kiemelkedik a csengeri, a gyügyei, a sonkádi, a gacsályi, a csengersimai és a tákosi református templomok kazettás mennyezete. 

### Tárgyi emlékek
A reformáció művészeti örökségéből jelentős értéket képviselnek a berendezési tárgyak. A legtöbb gyülekezet a 18. század végére erősödött meg annyira, hogy a már helyreállított templomában díszes szószéket vagy karzatot tudott felállítani. A református templomok ékességei a gazdagon faragott szószékek és szószékkoronák. A legszebb berendezési tárgyakat Asztalos Lándor Ferenc és Vasvári Ódor Gábor készítette a térségben.  

## Műemlékvédelmi helyreállítások
A műemlékvédelmi helyreállítások első jelentősebb hulláma az 1970-es, 1980-as években zajlott le a Felső-Tisza-vidéken. Ekkor az Országos Műemlékvédelmi Hivatal számos igen kritikus állapotban lévő középkori templom nemzetközi szinten is kimagasló építészeti-művészi színvonalú műemléki helyreállítását végezte el a Felső-Tisza-vidéken. Ezek közül kiemelt jelentőségű a nagyszekeresi, csengeri, túristvándi református templomok helyreállítása. Az 1990-es években további jelentősebb eredmények születtek, kiemelkedő volt a gyügyei és sonkádi templomok helyreállítása, amelyek Europa Nostra díjban részesültek, a szamosújlaki református templom helyreállítását pedig Europa Nostra oklevéllel jutalmazták. Az ezredfordulón a tiszai árvíz ismét felhívta a figyelmet a térség egyházi műemlékeire. Az árvízi helyreállítások után több középkori eredetű református templom helyreállítása vette kezdetét, a restaurálások, építészeti helyreállítások során sorra kerültek elő a vastag vakolatrétegek alól a középkori freskók. Ekkor zajlott le Lónya és Márokpapi református templomának helyreállítása.

### Weblapok
- Középkori Templomok Útja. www.templomut.hu. (Hozzáférés: 2018. március 14.)

### Monográfiák
- Kollár Tibor, Áment Gellért, Bardoly István, Szőcs Péter Levente. Középkori egyházi építészet Szatmárban – Középkori templomok útja Szabolcs-Szatmár-Bereg és Szatmár megyékben (PDF), fényképezte: Mudrák Attila, Nyíregyháza: Szabolcs-Szatmár-Bereg Megyei Önkormányzat (2011). Hozzáférés ideje: 2018. március 14.
- Kollár Tibor, Áment Gellért, Bardoly István. Középkori templomok a Tiszától a Kárpátokig – Középkori templomok útja Szabolcsban, Beregben és Kárpátalján (PDF), fényképezte: Mudrák Attila, Nyíregyháza: Szabolcs-Szatmár-Bereg Megyei Területfejlesztési és Környezetgazdálkodási Ügynökség Nonprofit Kft. (2013). Hozzáférés ideje: 2018. március 14.
- Kollár Tibor, Áment Gellért, Bardoly István. Művészet és vallás a Felső-Tisza-vidéken – Középkori Templomok Útja (PDF), fényképezte: Mudrák Attila, Nyíregyháza: Szabolcs-Szatmár-Bereg Megyei Területfejlesztési és Környezetgazdálkodási Ügynökség Nonprofit Kft. (2014). Hozzáférés ideje: 2018. március 14.